# Heteropterys oblongifolia
Heteropterys oblongifolia är en tvåhjärtbladig växtart som beskrevs av Henry Allan Gleason. Heteropterys oblongifolia ingår i släktet Heteropterys och familjen Malpighiaceae. Inga underarter finns listade i Catalogue of Life.